# جبل نعام
جبل نعام عبارة عن جبل بركاني خامد يقع غرب السعودية، ويقع تحديداً في حرة رهاط الواقعة بين منطقتي المدينة المنورة ومكة المكرمة. يبلغ ارتفاع الجبل نحو 1506 م.